# Mongolskie inwazje na Japonię
Mongolskie inwazje na Japonię (元寇, Genkō) – dwie inwazję mongolskiej dynastii Yuan na Japonię w latach 1274 i 1281.

## Tło historyczne
W drugiej połowie XIII wieku imperium mongolskie pod rządami Kubilaj-chana (1215–1294), wnuka Czyngis-chana, osiągnęło szczyt swojego rozwoju terytorialnego. Mongołowie opanowali południowe Chiny, Koreę, a po nieudanych inwazjach na Japonię przeszli w bojach Indochiny, docierając do Jawy i Sumatry. Naturalnym żądaniem Kubilaj-chana było dążenie do uznania jego zwierzchnictwa przez inne państwa. Dwukrotne wezwania odrzuciła Japonia, która swoją odmową skierowała na siebie gniew Mongołów.

## I inwazja (1274)

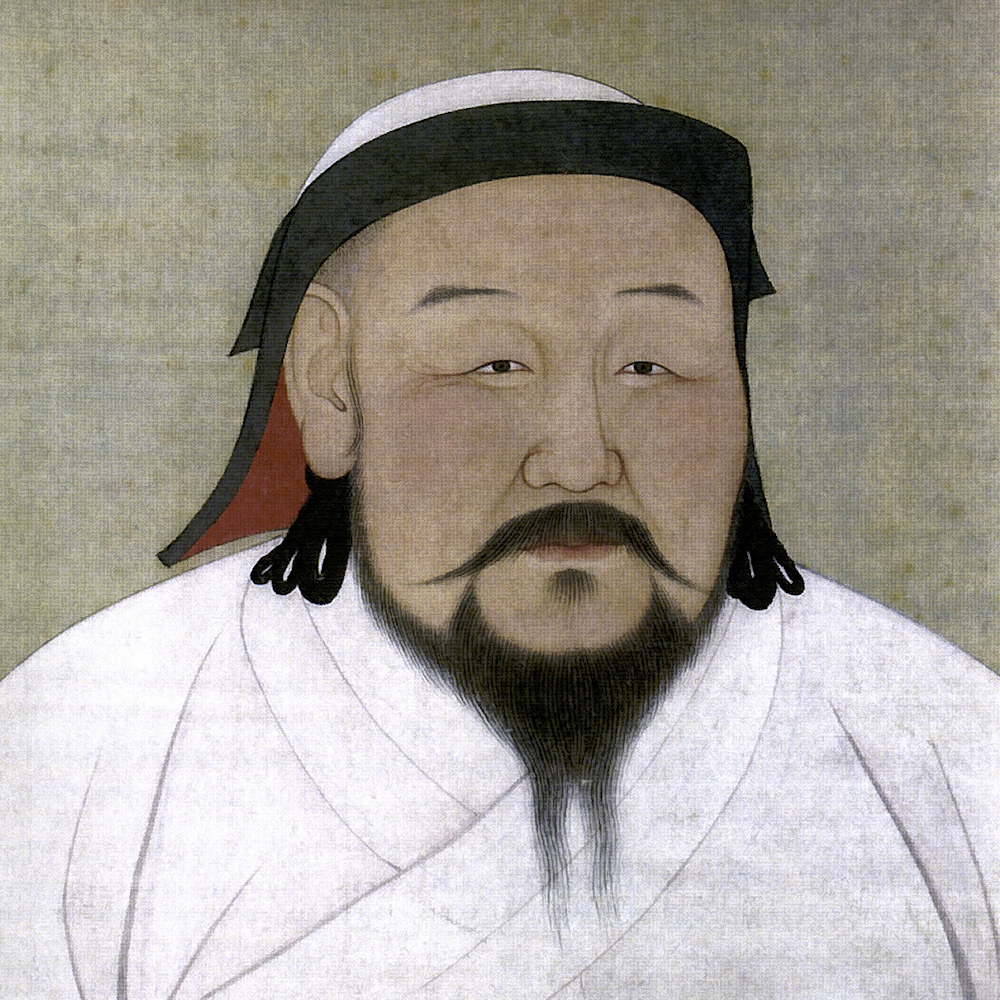
Chan Kubilaj

Kubilaj dążył do uznania przez wszystkie kraje sąsiednie nadrzędności jego dynastii. Jego poselstwo do Japonii w 1266 zatrzymali Koreańczycy, którzy nie chcieli znaleźć się pomiędzy Japonią a imperium mongolskim. Niezadowolony chan wysłał w 1268 następne poselstwo, które dotarło do Dazaifu na Kiusiu. Przywiozło ono pismo z żądaniem złożenia hołdu przez Japonię. Po miesiącu regent (shikken) Masamura Hōjō (1205–1273, regent w latach 1264–1268), sprawujący rzeczywistą władzę w imieniu sioguna Koreyasu (1264–1326, panował 1266–1289) odmówił uznania wasalnego statusu Japonii i odesłał poselstwo z pustymi rękami, nawet nie otwierając listu Kubilaja. Podobnie zostały potraktowane poselstwa w latach 1270 i 1271, które zostały zawrócone już na wybrzeżu przez kolejnego regenta, Tokimune Hōjō (1251–1284, regent w latach 1268–1284).  
Kubilaj tracił cierpliwość. Jeszcze dwukrotnie, w latach 1272 i 1273, wysyłał poselstwa, domagając się posłuchania dla swoich wysłanników u władcy, a w końcu stawiając ultimatum.  Mongolski obyczaj nakazywał odpowiednie traktowanie emisariuszy, a chińska tradycja uznawała cesarza za władcę wszystkich „pod niebem” (tianxia). Gdy odmówiono posłom audiencji u cesarza Japonii, sporządzili oni ultimatum, dając cesarzowi dwa miesiące na odpowiedź na list chana. Wola wojowników zgromadzonych wokół siogunatu przeważyła nad planami dworu i Japończycy przyjęli twardą politykę: poselstwo zostało deportowane, co de facto oznaczało wypowiedzenie wojny. W połowie 1273 złożył raport Kubilajowi na temat ziem, obyczajów, a zapewne także wojsk Japonii.
Siły inwazyjne liczyły łącznie ok. 30 tys. żołnierzy, w tym ok. 15 tys. mongolskich, chińskich i dżurdżeńskich, 6-8 tys. koreańskich oraz ok. 7 tys. koreańskich marynarzy na 300 dużych i 400-500 mniejszych okrętach. Ekspedycja zajęła wyspy Cuszima i Iki, łatwo rozbiła tamtejszych obrońców, a następnie 19 listopada wylądowała na wyspie Kiusiu. Nad zatoką Hakata doszło do zaciętej bitwy, w której wojska japońskie poniosły wielkie straty, ze względu na lepszą mongolską taktykę zespołową i dalekonośne łuki. Wieczorem sytuacja Japończyków rysowała się ponuro, ale na szczęście dla nich w nocy uderzył tajfun. Mongołowie ulegli panice i wypłynęli na morze lub też Koreańczycy, bojąc się o swoje statki, woleli odsunąć flotę od brzegu i wypłynąć na otwarte wody. Manewr ten jednak nie udał się. Kilkaset okrętów rozbiło się na skałach, zginęło 13 tys. ludzi. Resztki wojsk inwazyjnych wycofały się do Korei.

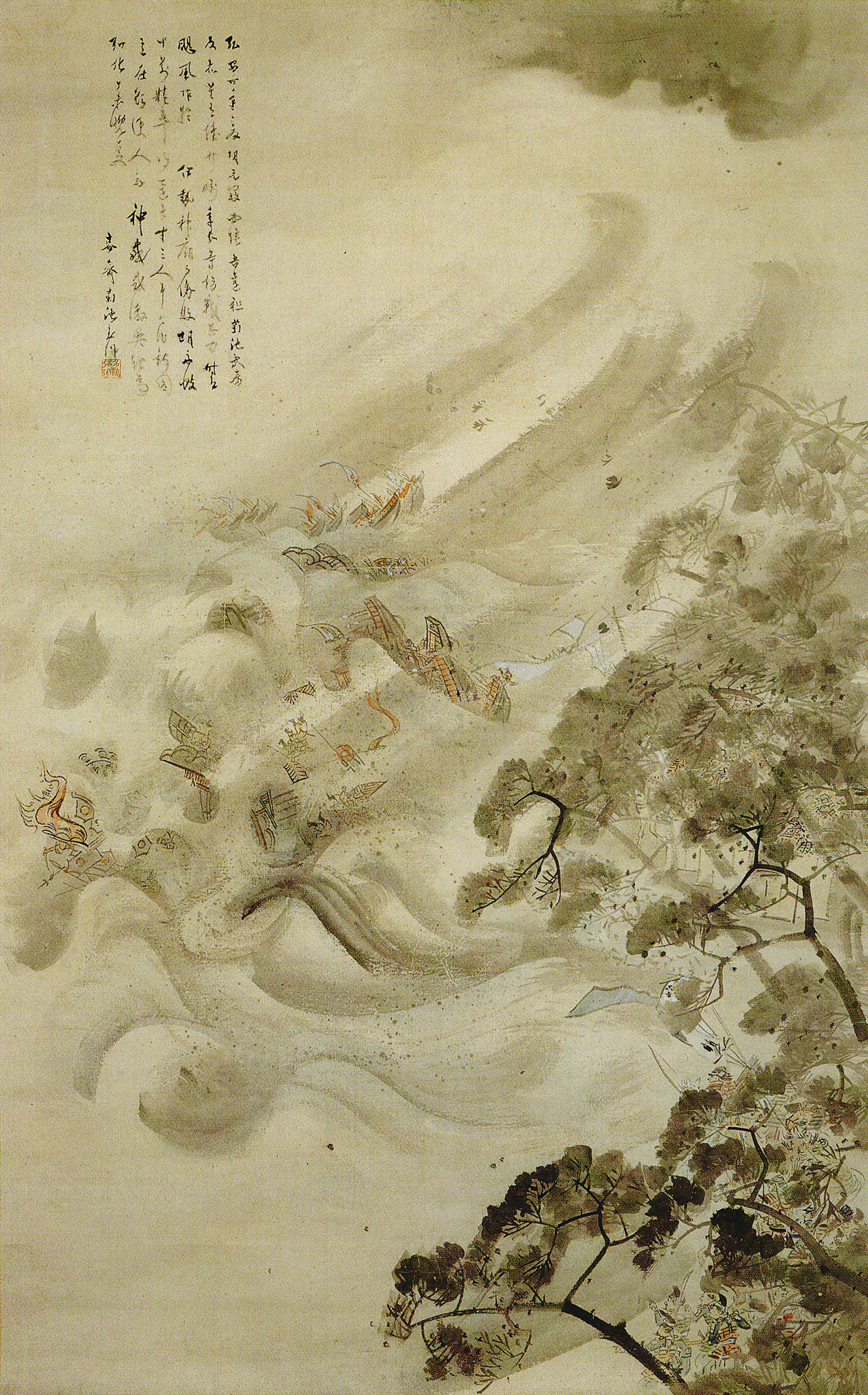
Tajfun niszczy flotę mongolską, autor Yōsai Kikuchi, 1847

## II inwazja (1281)
Kubilaj postanowił ponownie zmusić Japończyków do uległości i wysłał w 1275 kolejne poselstwo (pięciu ludzi), które po przedstawieniu butnego żądania, aby cesarz stawił się u chana w Chinach, zostało publicznie ścięte w Kamakurze. Podobnie Japończycy postąpili z przedstawicielami chana w 1279. Zabito ich w Hakata. Przez cały czas pomiędzy pierwszą a drugą inwazją władze siogunatu czyniły konsekwentnie przygotowania przed kolejnym atakiem, wzmacniając obronę Kiusiu, a cesarz Go-Uda (1267–1324, panował 1274–1287) i wysocy dostojnicy dworu szukali pomocy u bogów. W całym kraju w świątyniach odprawiano modły.
Latem 1281 siły zbrojne, liczące ok. 100 tys. ludzi, rozpoczęły lądowanie na kilku wysepkach u wybrzeży Kiusiu oraz w rejonie zatoki Hakata. Szczególnie zacięte walki toczyły się na wybrzeżu zachodnim. W porównaniu z liczebnością najeźdźców obrona japońska była bardzo rozciągnięta i armii mongolskiej udało się w wielu miejscach przerwać linie obrony i wedrzeć w głąb terytorium. 
Zacięte walki, prowadzone ze zmiennym szczęściem, trwały już 54 dni, gdy ponownie z pomocą przyszedł żywioł. Tajfun miał ogromną siłę. Uciekający w panice wojownicy mongolscy, próbowali ratować się na statkach, które jednak rozbijały się o przybrzeżne skały. Ci, którzy zdołali odpłynąć, zatonęli na pełnym morzu. Klęska mongolska była ogromna. Tajfun, który ocalił kraj został nazwany Kamikaze, „Boski Wiatr”.